# Allium chalkii
Allium chalkii là một loài thực vật có hoa trong họ Amaryllidaceae. Loài này được Tzanoud. & Kollmann mô tả khoa học đầu tiên năm 1991.